# Isley Walton
Isley Walton – wieś w civil parish Isley cum Langley, w dystrykcie North West Leicestershire, w hrabstwie Leicestershire, w Anglii. W 1931 roku civil parish liczyła 57 mieszkańców.